# Stefan Marini
Stefan Marini (* 23. Juni 1965) ist ein ehemaliger Schweizer Fussballspieler und -trainer und heutiger Fussballfunktionär.

## Karriere als Spieler

### Vereine
Er spielte zwischen 1982 und 1993 elf Jahre für die erste Mannschaft des FC Luzern, wo er in der Saison 1988/89 die Schweizer Meisterschaft und 1992 im Cupfinal gegen den FC Lugano auch den Schweizer Cup gewann.
Zum Abschluss seiner Karriere spielte er ab Sommer 1993 noch ein Jahr für den FC Aarau.

### Nationalmannschaft
Marini absolvierte zwischen 1986 und 1991 19 Länderspiele für die Schweizer Nationalmannschaft.

## Karriere als Trainer

### Vereine
Nach seinem Rücktritt als Fussballspieler trainierte er ab Sommer 1993 den FC Thun, SC Cham, FC Willisai, SC Buochs, SC Kriens und den FC Sursee. Er ist seit 2007 im Besitz des UEFA-Pro Diploms.

### Nationalmannschaft
Seit Juli 2013 war er als Trainer bei den Junioren-Nationalmannschaften beim Schweizerischen Fussballverband tätig.
Er trainierte erst die U-15- (2013–2014), dann die U-16- (2014–2015), die U-17- (2015–2016), wieder die U-15- (2016–2017), erneut die U-17- (2017–2020) und nochmals die U-15-Nationalmannschaft (2020–2022).
2023 verliess er den SFV  und schloss sich als Leiter Technik und Entwicklung dem FC Luzern an. Seine Arbeit dort stösst auf Lob.

## Erfolge
als Spieler
- Schweizer Meister 1989 mit dem FC Luzern
- Schweizer Cupsieger 1992 mit dem FC Luzern
- Aufstieg in die Nationalliga A 1993 mit dem FC Luzern